# Ana María López Colomé
Ana María López Colomé (n. 27 de septiembre de 1944) es una distinguida bioquímica mexicana, quien en 2002 ganó el premio L'Oréal-UNESCO para mujeres de ciencia, de Latinoamérica por sus estudios en la retina humana, y en la prevención de la retinitis pigmentosa y varias retinopatías. Es especialista en la neurotransmisión excitadora en la retina, cuya alteración en procesos patológicos produce muerte neuronal y ceguera; y, ha caracterizado los mecanismos moleculares que controlan la expresión y el ensamble de los receptores de glutamato en la retina, demostrando que difieren estructural y funcionalmente de los receptores del sistema nervioso central, debido a la expresión diferencial y modificación postranscripcional de las subunidades que los forman. Esos hallazgos posibilitan el diseño de fármacos protectores específicos para las neuronas de la retina.
La doctora López Colomé fue pionera en la demostración del papel activo de la glía de la retina en la regulación de la transmisión sináptica excitadora en este tejido, a través de receptores funcionales de glutamato.
En una línea paralela de investigación, ha demostrado la participación del glutamato en la transformación morfológica y fisiológica de las células del epitelio pigmentado de la retina que caracterizan a la vitreorretinopatía proliferativa humana, padecimiento que conduce a la ceguera, y es causa del fracaso de 10-20% de las cirugías de retina.
López Colomé es la exjefa del Departamento de Bioquímica, en la Facultad de Medicina, e investigadora en el Instituto de Fisiología Celular, de la Universidad Nacional Autónoma de México (UNAM). Posee los grados de licenciatura en biología, los de maestría en Química, y doctorado en Bioquímica, todas graducaciones con menciones honoríficas, en estudios básicos biomédicos, por la Universidad Nacional Autónoma de México (UNAM), desarrollando actividades académicas en el Instituto de Biotecnología en la misma casa de altos estudios.

## Algunas publicaciones
- m.i. González, a.m. López-Colomé, a. Ortega. 1999. Sodium-dependent glutamate transport in Miillcr glial cells: regulation by phorbol esters. Brain Res. 831 : 140-145

- t. López, a.m. López-Colomé, a. Ortega. 1994. Ampa/ka receptor expression in radial glia. Neuroreport 5: 504-506

- a.m. López-Colomé. 1986. Amino acids as excitatory transmitters in the retina. Neuroreport 6: 143-157

- -------------------, r. Tapia, r. Salceda, h. Pasantes-Morales. 1978. K^-stimulated release of labeled J -aminobutyrate, glycine and taurine in slices of several regions of rat central nervous system. Neuroscience 3: 1069

## Honores
- SNI Nivel III
- “Mexicanos Notables”. Canal 11. 2009
- Premio Ciudad Capital: Heberto Castillo Martínez. Denominación “Thalía Harmony Baillet”, Área de Salud. 2008
- Distinción “Mujer Líder 2008”. Consorcio “Mundo Ejecutivo” (Empresarial). 2008
- Reconocimiento “Sor Juana Inés de la Cruz”, UNAM. 2006
- Premio UNAM, Investigación en Ciencias Naturales, 2002
- “Mujer del Año”. Patronato Nacional de La Mujer del Año, 2002[4]
- Reconocimiento “Laureana Wright, Mujer Sabia de México”. Sociedad Mexicana de Geografía y Estadística. Marzo de 2003
- Premios al mejor trabajo de ingreso y al mejor trabajo en Investigación Básica. Academia Nacional de Medicina, 2003
- Reconocimiento “Mujer Destacada del Año”. Club Rotario Jardines del Pedregal. Marzo de 2003
- “Galardón Hartley”. Universidad de Southampton, R.U., 1985
- Medalla “Gabino Barreda”, 1985. UNAM